# Dunlop World Challenge 2013
Dunlop World Challenge 2013 — 6-й розыгрыш ежегодного профессионального международного теннисного турнира, проводимый ITF в рамках своего женского тура и ATP в рамках своего тура Challenger в японском городе Тоёта.
Соревнования прошли с 18 по 24 ноября на крытых ковровых кортах комплекса Sky Hall Toyota.
Чемпионы прошлого года:
- мужской одиночный разряд:  Михал Пшисенжний
- женский одиночный разряд:  Штефани Фёгеле
- мужской парный разряд:  Филипп Освальд /  Мате Павич
- женский парный разряд:  Эшли Барти /  Кейси Деллакква

## Соревнования

### Одиночные турниры

#### Мужчины
Мэттью Эбден обыграл  Юити Сугиту со счётом 6-3, 6-2.
- Эбден выигрывает свой 4-й титул в 6-м финале на соревнованиях этого тура в сезоне-2013.

#### Женщины
Луксика Кумкхум обыграла  Хироко Кувату со счётом 3-6, 6-1, 6-3.
- Кумкхум выигрывает 2-й титул в сезоне и 10-й за карьеру в туре федерации.

### Парные турниры

#### Мужчины
Чейз Башанан /  Блаж Рола обыграли  Маркуса Даниэлла /  Артёма Ситака со счётом 4-6, 6-3, [10-4].

#### Женщины
Сюко Аояма /  Мисаки Дои обыграли  Эри Ходзуми /  Макото Ниномию со счётом 7-61, 2-6, [11-9].
- Аояма выигрывает 3-й титул в сезоне и 20-й за карьеру в туре федерации.
- Дои выигрывает 1-й титул в сезоне и 3-й за карьеру в туре федерации.